# 쿠기미야 리에
쿠기미야 리에(釘宮 理恵 구기미야 리에[*], 1979년 5월 30일 ~ )는 일본의 성우이다. 아임 엔터프라이즈 소속이다. 오사카부에서 태어나 구마모토현 구마모토시에서 자랐다. 대표작으로 《작안의 샤나》（샤나),《제로의 사역마》（루이즈), 《하야테처럼!》 (산젠인 나기), 《토라도라!》 (아이사카 타이가) 등이 있다. 소년이나 보이쉬한 캐릭터、또는 츤데레 캐릭터의 목소리를 담당하는 경우가 많다. 쿠기미[쿠기밍](くぎみー), 쿠규(くぎゅ), 쿠기(釘) 등의 애칭으로 불린다.

## 인물
- 데뷔 초기에는 코야마 키미코, 카네다 토모코와 더불어 포스트 코오로기 사토미(꼬마 같은 목소리로 유명한 성우)라고 칭해졌었으나, 십이국기나 강철의 연금술사에서 소년 역을 훌륭하게 해내었다
- 그러나 근래에는 소위 츤데레역이 다수를 차지하고 있으며, 그 부문으로는 정평이 나있다.
- 타무라 유카리나 신페이 유코, 사이토 치와와 교우관계가 깊다.
- 강철의 연금술사 등 여러 작품에서 공연한 박로미와는 자매처럼 지내고 있다.
- 잡지 취재로 인해 동료 성우 호리에 유이와 함께 한국을 방문한 적이 있으며, 한복을 입고 찍은 사진은 잡지에 기재되었다.
- 원래도 마른 체형이었지만 2002년경 병을 앓아 살이 빠져 안쓰러울 정도로 날씬하여졌다.
- 한문 검정 시험 2급, 영어 검정 시험 준 2급의 자격증을 가지고 있다.
- 사극을 좋아한다.
- 부모님이 관서 지방 출신이라 관서 사투리를 많이 사용하는 관계로 구마모토 사투리는 능숙하지 못한 편이다.
- 애완동물로 요크셔테리어를 두 마리 기르고 있다.
- 참고로. 로리콘 전용 성우이다.

## 출연작
※굵은 글자는 주역, 메인 캐릭터.

### TV애니메이션
2000년
- 여신 후보생 (이쿠니 알렉트)
- 진 여신전생 데빌칠드런 (멧치)

2001년
- 핸드 메이드 메이 (사이버돌 레나)
- GALS! (고토부키 사요)
- 반드레드 the second stage (3화 : 샤리)

2002년
- 십이국기 (타이키)
- 피타텐 (우에마츠 코보시)
- 미르모 퐁퐁퐁 (무르모)
- 리제르 마인 (이와키 리제르)

2003년
- 강철의 연금술사 (알폰스 엘릭, 캐슬린 엘 암스트롱)
- 금색의 갓슈벨 (티오)
- 신나는 과학 어드벤처 아하 그렇구나! (스즈카)
- 정들면 고향 코스모스장 (우메키 루리)
- 록맨 에그제 엑세스 (아네타)
- 우주소년 아톰 2003 (냥코)

2004년
- 마리아님이 보고 계셔 (마츠다이라 토오코)
- 마법소녀 리리컬 나노하 (아리사 버닝즈)
- 미도리의 나날 (신교지 코타)
- 블리치 (쿠로사키 카린, 쿠로츠치 네무,리리(오리히메의 순순육화중 한명))
- 학원 앨리스 (이마이 호타루)
- MAJOR 1기 (코모리 다이스케(초등학생))
- 따끈따끈 베이커리 (모니카 아데나워)

2005년
- 마법소녀 리리컬 나노하 A'S (아리사 버닝스)
- 작안의 샤나 (샤나)
- Canvas2~무지개 빛의 스케치~ (모치즈키 하루나)
- 트리니티 블러드 (피터)

2006년
- 고스트 헌트 (하라 마사코)
- 노다메 칸타빌레 (드라마) (리오나)
- 도키메키 메모리얼 Only Love (아이카와 모모)
- 동화 총사 빨간망토 (키노시타 링고)
- 러브돌~Lovely Idol~ (오오지 시즈쿠)
- 은혼 (카구라)
- 제로의 사역마 (루이즈 프랑소와즈 르 브랑 드 라 발리에르)
- 쵸콧토 시스터 (하나야마다 유리카)
- 허니와 클로버 II (모리타 시노부(어린 시절))
- 칭송받는 자 (카뮤)
- 디지몬 세이버즈 (한지호)
- 유리함대 (랄프)

2007년
- 노다메 칸타빌레 (리오나)
- 렌탈 마법사 (가츠라기 미캉, 가츠라기 카오리)
- 영국사랑 이야기 엠마 제2막 (얀)
- 자 가자! 다마고치 (마메치)
- 작안의 샤나 II (샤나)
- 제로의 사역마 ~쌍월의 기사~ (루이즈 프랑소와즈 르 브랑 드 라 발리에르)
- 하야테처럼! (산젠인 나기)
- 히다마리 스케치 (치카)

2008년
- 강철의 라인배럴 (엔도 이즈나)
- 광란가족일기 (무쟈키 서펜트)
- 기동전사 건담00 (네나 트리니티)
- 닌자의 왕 (로쿠죠 미하루)
- 로자리오와 뱀파이어 (시라유키 미조레)
- 제로의 사역마 ~삼미희의 윤무~ (루이즈 프랑소와즈 르 브랑 드 라 발리에르)
- 히다마리 스케치 x365 (치카)
- 토라도라! (아이사카 타이가)
- 노을빛으로 물드는 언덕 (카타기리 유우히)
- 절대가련 칠드런 (모모타로,츠쿠시 미오)

2009년
- 마리아님이 보고계셔 4th (마츠다하라 토우코)
- 강철의 연금술사 BROTHERHOOD (알폰스 엘릭,캐슬린 엘 암스트롱,샤오메이)
- 하야테처럼!! (산젠인 나기)
- 수호캐릭터!!두근 (사쿠라이 유아)]
- 괭이갈매기 울 적에 (샤논)
- 사키-Saki- (카타오카 유우키)
- 퀸즈블레이드 (메로나)
- 페어리 테일 (해피)
- 카나메모 (쿠지인 미카)
- 도라에몽 (루리)
- 바스쿼시! (플로라 스카이브룸(아란 네이스미스), 나레이션)
- 다마고치! (마메치, 마메차마메치)
- 노기자카 하루카의 비밀 퓨어렛차 (텐노우지 토우카, 아리스티아 레인)
- 정글대제(밀림의 왕자 레오) 용기가 미래를 바꾼다 (코코)

2010년
- 이나즈마 일레븐 (우츠노미야 토라마루, 루셰)
- 싸우는 사서 The Book of Bantorra (아키토)
- 댄스 인 더 뱀파이어번드 (히스테리카)
- 노다메 칸타빌레 피날레 (카트린느)
- 히다마리 스케치×☆☆☆ (치카)
- 명탐정 코난(산타)#566화
- 레이디×버틀러! (다이치 카오루)
- 오오카미씨와 7명의 동료들 (우사미 미미)
- 백화요란 사무라이 걸즈 (사나다 사에몬노스케 유키무라)
- 어떤 마술의 금서목록 II (아녜제 상크티스)

2011년
- 드래곤 크라이시스 (로즈)
- 프리징 (캐시 록하트)
- 다마고치! (마돈나치)
- 롯테의 장난감! (아스타롯테 유그바르)
- 비탄의 아리아 (칸자키.H.아리아)
- 은혼' (카구라)
- 메탈파이트 베이블레이드 4D (못티)
- 부르잖아요 아자젤씨 (키요코)
- 작안의 샤나 III (샤나)
- 스켓 댄스 (카구라)

2012년
- 킬미베이비 (이름없음)
- 제로의 사역마 F (루이즈 프랑소와즈 르 브랑 드 라 발리에르)
- 다마고치! (마메사쿠)
- 기어와라! 냐루코양 (하스타)
- 다마고치! 꿈 키라 드림 (마메치)
- 하야테처럼! CAN'T TAKE MY EYES OFF YOU (산젠인 나기)

2013년
- DD 북두의 권 (토우)
- RDG 레드 데이터 걸 (와미야 사토루)
- 기어와라! 냐루코 양 W (하스타)
- 내 여동생이 이렇게 귀여울 리가 없어 (쿠르스 카나타)
- 두근두근! 프리큐어 (마도카 아구리/큐어 에이스)
- 리코더와 란도셀 미☆ (미야가와 아츠미)
- 배틀 스피리츠 소드 아이즈 (하쿠아)
- 백화요란 사무라이 브라이드 (사나다 유키무라)
- 부르잖아요, 아자젤 씨. Z (키요코)
- The Unlimited 효부 쿄스케 (모모타로)
- 킹덤 두 번째 시리즈 (하료초)
- 다마고치! 미라클 프렌즈 (마메치)
- 프리징 바이브레이션 (캐시 록하트)
- 하야테처럼! Cuties (산젠인 나기)
- 원피스 (슈거)

2014년
- 노 게임·노 라이프 (유일신 테토)
- 죠죠의 기묘한 모험 - 앤
- GO-GO 다마고치! (마메치)
- 지금 남편이 무슨 말을 하는 거지? - 쥬세 리노
- 만화가랑 어시스턴트랑 - 쿠로이 세나

2015년
- 다마고치! 다마 토모 다이슈 GO (마메치)

2023년
- 제물공주와 짐승의 왕 (아누비스 (少))

### OVA
2004년
- 일격살충!! 호이호이씨 (호이호이)

2005년
- 동화 총사 빨간망토 (키노시타 링고)
- 문토:시간의 벽을 넘어서 (이마무라 스즈메)
- 박살천사 도쿠로 (사바토)
- 키라메키 프로젝트 (오오야 모모코)

2006년
- 마리아님이 보고 계셔 3th (마츠다이라 토오코)
- 작안의 샤나 OVA ~사랑과 온천의 교외학습~ (샤나)

2007년
- 박살천사 도쿠로 세컨드 (사바토)

2010년
- 절대가련 칠드런 OVA (츠쿠시 미오)

2011년
- 토라도라 OVA ~도시락의 극의~ (아이사카 타이가)
- 캠퍼 für die Liebe (폭발 펭귄)

### 극장판
2005년
- 강철의 연금술사 - 샴발라를 정복한 자 (알폰스 엘릭)

2007년
- 작안의 샤나 극장판(샤나)
- 영화로 등장!! 다마고치 - 두근두근 우주의 마이고치!?!? (마메치)

2008년
- 영화!! 다마고치 - 우주제일 가장 행복한 이야기!? (마메치)

2010년
- 은혼 극장판 - 신역 홍앵편 (카구라)
- 이나즈마 일레븐 극장판 - 최강군단 오우거의 습격(우츠노미야 토라마루)

2011년
- 하트 나라의 앨리스 (앨리스 리델)

2012년
- 청의 엑소시스트 극장판 (우사마루)

2013년
- 은혼 극장판 - 해결사여 영원하라(카구라)

2016년
- 극장판 셀렉터: 디스트럭티드 위크로스(우리스)

2017년
- 낮잠공주: 모르는 나의 이야기(조이)
- 다마고치 - 비밀의 배송 대작전! (마메치)

2018년
- 펭귄 하이웨이(우치다)
- 배트맨 닌자

2023년
- 극장판 여성향 게임의 파멸 플래그밖에 없는 악역 영애로 환생해버렸다...(피요)
- 극장판 폴 프린세스!!(신노 아즈미)

2025년
- 배트맨 닌자 대 야쿠자 리그(할리 퀸)

### 게임
- 스커트 골프 팡야 (쿠우)
- DEKARON (세지타 헌터)
- 소녀전선 (G41)
- 붕괴3rd (키아나 카스라나)
- 벽람항로 (뱀파이어, 포미더블)

1998년
- étude prologue ~흔들리는 마음의 모습~ Win·SS판 (사에키 우미)

2001년
- Close to ~기도의 언덕~ (타치바나 코유키)
- 리리의 아틀리에 ~잘부르그의 연금술사3~ (헤르미나)
- 헤르미나의 클스 ~리리의 아틀리에 또 하나의 이야기~ (헤르미나)

2002년
- 제노사가 에피소드I[힘으로의 의지] (메리 고드윈)

2003년
- 아바론의 열쇠 (코페리아)
- Iris ~이리스~ (스키타 미우)
- Only you 리벨클스 (마가미 메구미)
- 서몬 나이트3 (아리제)
- 소녀의경전 (이세 레이카)
- 일격살충!! 호이호이 (호이호이)
- 그로우 랜서IV (레오나)

2004년
- 제노사가 프릭스 (메리 고드윈)
- 푸른 눈물 (쿠도 모에미)
- 제노사가 에피소드II[선악의 피안] (메리 고드윈)
- 마이네리베 ~우미한 기억~ (마린)
- 아카이이토 (와카스기 츠즈치)
- Riviera ~약속의 땅 리비에라~ GBA판 (엑셀)
- 중화작사 텐호 파이냥 (칸칸)

2005년
- 푸른 하늘의 네오스피아 (에린세 야스롭)
- 러브돌 ~Lovely Idol~ (오오지 시즈쿠)
- 반숙영웅4 ~7인의 반숙영웅~ (곤충의 연금술사 알폰스)
- 엘레멘탈 제레이드 -감싸라, 취풍의 검- (치루루(티클 셀바트로스))
- 아이돌 마스터 (미나세 이오리)
- 프린세스 메이커 4 (크리스티나 오하라 노더리)
- 사무라이 스피리츠 천하제일검객전 (리무루루, 참프루)
- 게임이 되었어! 도쿠로 ~건강진단 대작전~ (미나시고 사바토)
- 용과 같이 (澤村遥)
- 소녀는 언니를 사랑하고 있다 PS2판 (타카나시 케이)

2006년
- 식신의 성III (이세 나기노)
- 그라나도 에스파다 (클레어)
- 크림존 디어즈 (카에데)
- 학원 앨리스 ~반짝반짝★메모리 키스~ (이마이 호타루)
- 제노사가 에피소드III[차라투스트라는 이렇게 말했다.] (메리 고드윈)
- 룬 팩트리 -신 목장 이야기- (메이)
- 은혼 디에스-해결사 대소동! (카구라)
- 칭송받는 자 흩어져가는 자들에게의 자장가 (카뮤)
- Riviera ~약속의 땅 리비에라~ PSP판 (엑셀)
- 전생학원월광록 (히메미야 유우)
- 디지몬 세이버즈 어나더 미션 (이쿠토)
- 용과 같이2 (澤村遥)
- 제거베인 NOT (캄)
- 은혼 긴토키 vs 히지카타!? 카부키쵸 은구슬 대 쟁탈전!! (카구라)

2007년
- Routes PE (유아사 사츠키)
- Routes PORTABLE (유아사 사츠키)
- 제로의 사역마 ~소악마와 춘풍의 협주곡~ (루이즈)
- 빙쵸탄 행복 달력 (아베마키)
- 내 밑에서 발버둥쳐라 PS2판 (야마구치 카구야)
- 하야테처럼! 내가 로미오고 로미오가 나 (산젠인 나기)
- 은혼 긴토키와 함께! 나의 카부키쵸 일기 (카구라)
- 일곱빛깔★드롭스 pure!! (샤나)
- 아이돌 작사 스치파이IV (키노시타 마리)
- 은혼 해결사 튜브 츳코마블 동영상 (카구라)
- SD건담 GGENERATION SPIRITS (투잉 스텔라 라베라두)
- 스윙 골프 팡야 2nd숏! (쿠우)
- 제로의 사역마 ~몽마가 빚는 야풍의 환상곡~ (루이즈)
- 은혼 은구슬 퀘스트 긴토키가 전직하거나 세계를 구하거나 (카구라)
- Wonderland ONLINE -암흑의 금술- (엔레이)
- 무장신희 BATTLE RONDO (산타형MMS 츠가루)
- 파이널 판타지IV DS판 (파롬, 포롬)

2008년
- ONE PIECE 언리미티드 쿨즈 에피소드1 -물결에 흔들리는 비법- (가브리)
- 트러블 트윈즈 -MY SWEET BROTHERS- (키리시마 리리카)
- Coded Soul -계승해진 이데아- (에스텔)
- 아이돌 마스터 라이브 포유! (미나세 이오리)
- 용과 같이 켄잔! (遥)
- 하야테처럼! 아가씨 프로듀스 대작전 나의 색으로 물들어라! 저택편·학교편 (산젠인 나기)
- 로자리오와 뱀파이어 칠석의 미스 요카이학원 (시라유키 미조레)
- 기동전사 건담00 (네나 트리니티)
- 스타오션2 Second Evolution (프리시스 F 노이먼)
- 루미너스 아크2 윌 (주탄의 카렌)
- D.C.II P.S. ~다카포II~ 플러스 시츄에이션 (에리카 무라사키)
- 테일즈 오브 심포니아 라타토스크의 기사 (마르타 루알디)
- 페르소나4 (쿠지카와 리세)
- 노을 빛으로 물드는 언덕 패러렐 PS2판 (카타기리 유우히)
- 인피니티 언디스커버리 (비카)
- 노기자카 하루카의 비밀 코스프레, 시작했습니다♥ (후카야마 아야네)
- 발키리 프로파일 죄를 짊어진 자 (틸테)
- 제로의 사역마 ~미아의 종지부와 기천의 교향곡~ (루이즈)

2009년
- ONE PIECE 언리미티드 쿨즈 에피소드2 -각성한 용자- (가브리)
- 용과 같이3 (澤村遥)
- 토라도라포터블! (아이사카 타이가)
- X-블레이드 (아유미)
- 다마고치의 나리키리 채널 (마메치)

2010년
- 엘소드 (아이샤)
- 하늘의 유실물f(카오스)
- 이나즈마 일레븐 3 - 세계로의 도전!(스파크/봄버/오우거)(우츠노미야 토라마루)
- 영웅전설 제로의 궤적(키아)
- 다마고치의 나리키리 챌린지 (마메치)

2011년
- 영웅전설 벽의 궤적(키아)
- 다마고치 콜렉션 (마메치)

2012년
- 확산성 밀리언 아서 (아서)

2013년
- 다마고치! 세이슌의 드림 스쿨 (마메치)

2014년
- 그라나도 에스파다 (캐논슈터 클레어/큐티 클레어)

### 캐나다 애니메이션
2007년
- 루비 글룸 (루비 글룸)